# Plom
El plom és l'element químic de símbol Pb i nombre atòmic 82. És un metall conegut per l'home des de fa milers d'anys. És per això, segurament, que les seves aplicacions han anat canviant i ha estat un material molt complet pel que fa al seu ús.
Malgrat que les seves propietats mecàniques no siguin gaire bones, la importància del plom rau en la seva densitat. És un material molt dens i, per tant, molt adequat per tot tipus d'instruments i utensilis que necessitin pesar molt, tenir contrapesos... Una altra de les propietats, molt lligada també a la densitat, i que fa del plom un element indispensable, és la seva capacitat per absorbir les radiacions que s'emeten a les centrals nuclears.
Tot i aquestes importants aplicacions l'ús de plom està decreixent. I avui dia només s'usa per allò indispensable, degut, sobretot, a la seva alta toxicitat, que fa que sigui un element poc adequat per tot el que estigui en contacte amb humans. Ja no es construeixen tubs de plom per l'aigua potable, cada cop s'utilitza menys com a component de la gasolina (per tal de rebaixar l'índex d'octanatge) i gairebé ja no es fan pigments amb plom. La normativa pel que fa al plom també és molt estricta i gran part dels països del món el seu ús està molt regulat.

## Història
Per la seva fàcil utilització, el plom va ser un dels primers metalls usats per l'home, i se sap que prop de l'any 5000 aC els egipcis ja l'usaven en cosmètica. Els xinesos foren els primers a utilitzar-lo en el seu sistema monetari. Els grecs l'usaren a les seves colònies i els fenicis a les seves factories van explotar prop de l'any 2000 aC mines de plom a tota la península Ibèrica, que posteriorment, durant la dominació de la Península pels romans se seguiren explotant, degut a l'ampli ús que se'n donava a l'antiga Roma. El seu nom i símbol químics provenen precisament del món romà, en concret de la paraula llatina plumbum. El plom s'utilitzava per elaborar vaixelles, varetes per escriure, en el sistema monetari, en les mesures de pes, en el refinatge de l'argent i principalment, en tubs per desplaçar l'aigua pels aqüeductes.
El plom és esmentat diverses vegades a la Bíblia i a Babilònia on fou emprat en làmines soldades per aguantar la terra i la humitat dels famosos jardins suspesos.
Considerat com a pare de tots els metalls per als alquimistes a l'edat mitjana, es pretenia transformar-lo en or. A partir de l'edat mitjana i fins a la Revolució Industrial el plom va ser utilitzat com a material de construcció de canals de teulada i de conduccions d'aigua. Malgrat tot, no va ser fins després de la Revolució Industrial quan el seu ús es va difondre àmpliament, sobretot en la indústria de guerra (fins al punt que avui en dia el 90% dels projectils contenen plom de forma directa o indirecta).

## Abundància
El plom rares vegades es troba en el seu estat elemental. El mineral més comú és la galena (sulfur de plom). Els altres minerals d'importància comercial són la cerusita (carbonat de plom) i l'anglesita (sulfat de plom), que són molt més rars. També es troba plom en diversos minerals d'urani i de tori, ja que prové directament de la desintegració radioactiva. Els minerals comercials, aproximadament, solen contenir un 10% en plom, tot i que se n'exploten mines de fins només el 3%. Aquests minerals es concentren fins a arribar a un contingut de plom de 40% o més abans d'iniciar la seva fusió o exposar-los a fonts de calor extremes perquè alliberin el plom.

## Obtenció
El plom rares vegades es troba en el seu estat natiu i és relativament escàs (ocupa el lloc 36 en abundància entre els elements de l'escorça terrestre i constitueix el 10-4% del pes de l'escorça terrestre). És normalment localitzat en dipòsits extensos, la qual cosa en facilita notablement l'extracció. La mena més important és la galena (PbS, sulfur de plom) i altres de menys importants són l'anglesita (PbSO₄), la cerussita (PbCO₃) i el mini (Pb₃O₄).
L'extracció del plom de la galena es pot du a terme de diverses maneres:
- Per la calcinació de la mena en un forn reverber fins que part del sulfur de plom es transforma en òxid de plom i sulfat de plom. Després s'elimina l'aire del forn i s'eleva la temperatura, de manera que el sulfur de plom original reacciona amb el sulfat i l'òxid de plom donant com a resultat el plom: 3 PbS + 5 O₂ = 2 SO₂ + PbO + PbSO₄. Com que aquesta reacció és incompleta i no tot el PbS ha reaccionat, el producte sobrant reacciona amb els productes de l'anterior equació de la següent manera: 2 PbS + 2 PbO + PbSO₄ = 3 SO₂ + 5 Pb.
- Un altre dels mètodes, que s'aplica quan el mineral conté molt silici consisteix a fondre la mena en presència de ferro en un alt forn, de manera que el plom queda alliberat: PbS + Fe = FeS + Pb.
- Però no tot el plom que s'utilitza és de primer ús, una de les fonts més importants d'obtenció d'aquest mineral és a partir dels materials de rebuig industrials, que es recuperen i es fonen.

Un cop obtingut, el refinatge del metall és efectuat mitjançant un procés electrolític.

## Propietats

### Propietats físiques
El plom té un color blanc blavós característic i és molt tou, mal·leable i dúctil. Si s'escalfa lentament pot fer-se passar a través de qualsevol forat. Presenta una baixa resistència a la tracció i és un mal conductor de l'electricitat (4,81 x 106 m-1 •Ω-1), però un bon absorbent del so, de les vibracions, i per la seva elevada densitat, de la radiació γ. En tallar-lo, la seva superfície presenta un llustre platejat brillant, que es torna ràpidament de color blanc blavós opac, característic d'aquest metall.

### Propietats químiques
El plom té en molts casos un comportament semblant al dels metalls nobles, i és el més resistent a la corrosió dels metalls comuns, principalment a causa de la formació a l'inici de l'atac, de compostos insolubles que el protegeixen superficialment i de l'elevada sobretensió d'hidrogen que presenta. D'aquesta manera, no es dissol en l'àcid sulfúric diluït ni en l'àcid clorhídric concentrat, però és atacat per l'àcid nítric. S'oxida i carbonata superficialment en l'aire humit, i en presència d'aigua pura i oxigen forma l'hidròxid de Pb (OH)2, lleugerament soluble.
El plom forma dues sèries de composts amb les valències II i IV. Els compostos de plom II són iònics, mentre que els de plom IV són covalents i en medi àcid, fortament oxidants. Presenta caràcter amfòter, actuant com a catió en la constitució de sals i originant espècies aniòniques anomenades plumbits i plumbats.
Pel que fa a les seves propietats d'adsorció, el seu radioisòtop Pb-210 té un comportament similar al del cesi-137 i s'adhereix molt fàcilment i forta al sòl, amb especial afinitat per partícules sedimentàries.

## Antigues aplicacions
El plom és un dels metalls més antics emprat per l'home, ja sigui per la seva abundància o per la seva facilitat per fondre. Ja es feia servir pels egipcis des del 5000 aC. Al món antic s'utilitzava per a encunyar monedes, com a mesura de pes, per ornamentació, per envernissar ceràmica, per refinar l'argent, etc. A Egipte l'òxid de plom fou usat en cosmètica.
A Roma, a Pompeia i en altres indrets de l'Imperi Romà, han trobat tubs extensibles de plom de fins a tres metres de llargària usats com a canonades. A partir de l'edat mitjana s'utilitzà per a la construcció de vitralls, per a fer-hi teulades i canals, conduccions d'aigua, medallons, mascarons per a fons, etc.
Un cilindre de plom unit a una llarga corda va ser fonamental per als mariners en la tasca de determinar la profunditat de l'aigua per fer la sonda d'intervals regulars.
En èpoques més recents el plom ha vist la màxima utilització, sobretot en la indústria de guerra.
En la indústria de la pintura els pigments de plom s'utilitzaven per a la fabricació de pintura de plom pels colors; blanc, groc, taronja i vermell. Pel risc d'intoxicació tant a la fabricació com per la pols o l'escrotissat quan la pintura es fa vell, aquest pigment ja no es fa servir. El cromat de plom encara es troba en l'ús industrial. El plom també s'utilitzava en la pintura de joguines, ara està totalment restringit a Europa i als Estats Units per la Directiva RoHS (Restriction of Hazardous Substances), aquesta directiva aprovada per la Unió Europea el febrer del 2003 limita certes substàncies perilloses en aparells electrònics i elèctrics.
Per la pintura a l'oli el carbonat de plom, blanc, s'ha reemplaçat en gran manera pels pigments de zinc i òxid de titani. També va ser reemplaçat en mitjans de pintura a base d'aigua. El blanc de carbonat de plom va ser molt utilitzat per les geishes japoneses i en altres indrets, com a maquillatge per a blanquejar la cara, sent perjudicial per a la salut.
Pel farciment de carrosseries s'utilitzava la soldadura de plom, que va ser utilitzat en molts cotxes personalitzats en els anys 40 i 60.
Com el plom és un superconductor a baixa temperatura, IBM, una empresa d'informàtica dels Estats Units, va tractar de fer un equip d'efecte Josephson amb un aliatge de plom. L'efecte Josephson es manifesta per mitjà de l'aparició d'un corrent entre dos superconductors separats per una capa d'un medi aïllant, S-A-S (superconductor - aïllant - superconductor), o metàl·lic no superconductor, S-M-S (superconductor - metall - superconductor), si la capa que separa els dos superconductors és prou prima, el corrent pot travessar la barrera per efecte túnel i conservar la seva coherència de fase.
El plom va ser el component principal de l'aliatge utilitzat en la composició tipogràfica de metall calent. Va ser utilitzat per a la plomeria (d'aquí el nom), així com recipient per a conservar aliments i begudes.
El plom també es va utilitzar en els pesticides abans de la dècada de 1950, quan els horts de fruites van ser tractades especialment contra el cuc de la poma.
Fins a principis de la dècada de 1970, el plom es va utilitzar per a la unió de canonades d'aigua de ferro fos i s'utilitzà com un material per a canonades d'aigua de petit diàmetre. Actualment està prohibida la seva instal·lació i les velles s'estan substituint per canonades de coure.
El tetraetil de plom va ser utilitzat en els combustibles amb plom per reduir la detonació del motor, però aquesta pràctica va ser eliminada en molts països del món en els esforços per reduir la contaminació i els efectes del plom que afectar els éssers humans i el medi ambient. En Catalunya a partir de 1993 els vehicles nous van estat obligats a funcionar amb gasolina sense plom i en 2002 aquesta gasolina es va deixar de vendre.
El plom s'ha usat i s'usa per fer bales i cartutxos de perdigons. En l'àmbit de la caça esportiva, la caça d'aus aquàtiques als EUA amb perdigons de plom és il·legal i ha estat substituït per l'acer i altres perdigons no tòxics per a tal fi. Als Països Baixos, l'ús de plom per a la caça i tir esportiu va ser prohibida el 1993, el que va provocar una gran caiguda en les emissions de plom, de 230 tones en 1990-47,5 tones el 1995, dos anys després de la prohibició. A Catalunya està prohibit l'ús del cartutx de plom a les zones humides del Parc Natural del Delta de l'Ebre i al Parc Natural dels Aiguamolls de l'Empordà des de l'any 2003.
El plom i els seus compostos presenten una elevada toxicitat, acumulant-se en l'organisme, per tant algunes de les aplicacions, han estat abandonades completament, com l'ús en conductes per aigües potables, recipients per alimentació, pintures i gasolines.

## Aplicacions
A causa de les seves propietats mecàniques pobres, el plom no té gairebé cap aplicació estructural. Però això no vol dir que no la indústria no en faci un ampli ús. El plom té, avui en dia, moltes aplicacions, des de bateries, fins a barreres acústiques, passant per recobriments de cables… Del plom utilitzat a la indústria, el 40% s'usa en forma metàl·lica, el 25% en aliatges i el 35% restant en compostos químics.
En forma metàl·lica ha estat usat, sobretot, en la fabricació de tubs de conducció de l'aigua; malgrat que es consideri un metall pesant tòxic, causant del saturnisme. Això és degut al fet que en contacte amb aigües calcàries es cobreix d'una capa de calç que impedeix que l'aigua potable entri en contacte amb el plom. No obstant això, el risc d'intoxicació segueix existint i és per això que actualment ja no s'usa.
Avui en dia, el plom és emprat, principalment, en:
- La fabricació d'acumuladors i bateries de plom, degut a les seves propietats electroquímiques.
- Municions; a causa de la seva tenacitat i el seu pes.
- Recobriments per a cables
- Blindatge
- Barreres impermeables i barreres acústiques
- De membrana antiradiació en reactors nuclears i aparells de raigs X, perquè d'isòtop més corrent del plom absorbeix neutrons i els transmuta en un isòtop radioactiu de vida molt llarga i, per tant, poc perillós

Aliat amb altres materials el plom també té un gran ús. Mesclat amb l'estany, que li rebaixa notablement el punt de fusió, és emprat com a metall de soldadura, i amb l'antimoni que li ofereix duresa i el fa resistent a la corrosió, s'utilitza en la construcció, en particular en la indústria química; és resistent a l'atac de molts àcids, perquè forma el seu propi revestiment protector d'òxid, per això s'usa molt en la fabricació i maneig de l'àcid sulfúric (cambres de plom, indispensables en el procés de fabricació d'àcid sulfúric, metall d'impremta i en aliatges antifricció).
Els compostos químics del plom es poden dividir en diversos grups, que tenen cada un diferents aplicacions. Els més importants són:
- Compostos inorgànics del plom:
- Òxids: litargiri (monòxid de plom)(usat sobretot per tal de millorar les propietats magnètiques dels imants de ceràmica, de ferrita de bari, etc.), diòxid de plom (emprat com a oxidant, com a reactiu analític i com a accelerador de polimeritzacions) i mini (tetraòxid de plom)(en la producció de pintures anticorrosives)
- Sals: sulfur, clorur, iodur, acetat (usat com a mordent en tinció de cotó, com a impermeabilitzant, en la medicina i com a reactiu analític), cromat, sulfat, carbonat, arsenat (emprat com a insecticida), silicat i nitrat de plom (utilitzat en la preparació d'altres sals, com a mordent, en la preparació d'explosius i com a pigment)
- Compostos orgànics:
- Sals del plom. S'usen com a lubricants i com a assecants per pintures i vernissos. Són: oleat, lactat, naftenat, aftalat i estearat
- Compostos alquilats de plom; usats en gran part com a antidetonants per a gasolines: Plom tetrametil i tetraetilplom

Avui dia, pel seu caràcter verinós i contaminant és prohibit com a additiu de la gasolina i com a pigment per a tintes i pintures.

## Intoxicació per plom
El plom ingerit en qualsevol de les seves formes és altament tòxic. Els seus efectes solen sentir-se després d'haver-se acumulat en l'organisme durant un període. Els símptomes d'enverinament són anèmia, debilitat, restrenyiment i paràlisi en canells i turmells. Les escates de pintures amb base de plom i les joguines fabricades amb compostos de plom es consideren molt perillosos per als nens, per als quals el plom resulta especialment nociu, fins i tot a nivells que abans es consideraven innocus. El plom pot produir disminució de la intel·ligència, retard en el desenvolupament motor, deteriorament de la memòria i problemes d'audició i equilibri. En adults, el plom pot augmentar la pressió sanguínia. Els enverinaments per plom es tracten administrant una sal de sodi o calci de l'àcid etilendiaminotetraacètic (EDTA). El plom s'elimina de l'organisme desplaçant el calci o el sodi i formant un complex estable amb EDTA que s'evacua per l'orina.

## El plom a la cultura
El plom s'associa a la mort per diversos motius, tant per preservar el cadàver de la putrefacció com pel color gris apagat que té connotacions de destrucció, tristesa i absència de vida (absència de llum). També es lliga a la profecia del destí, probablement per aquest vincle amb la mort, amb el coneixement del futur. Diversos ritus populars, com el Bleigiessen alemany, celebrat la nit de cap d'any, impliquen el plom per predir esdeveniments, en una tècnica coneguda com a molibdomància.
S'oposa a l'or en la mitologia, essent l'or la part positiva i el plom la negativa o més pobra. Aquesta connotació es manté en les històries populars, com ara El soldadet de plom d'Andersen. L'oposició va ser explorada per l'alquímia, que buscava transmutar el plom en or com a part de la recerca de la pedra filosofal.